# Römerturm (Bergheim-Thorr)

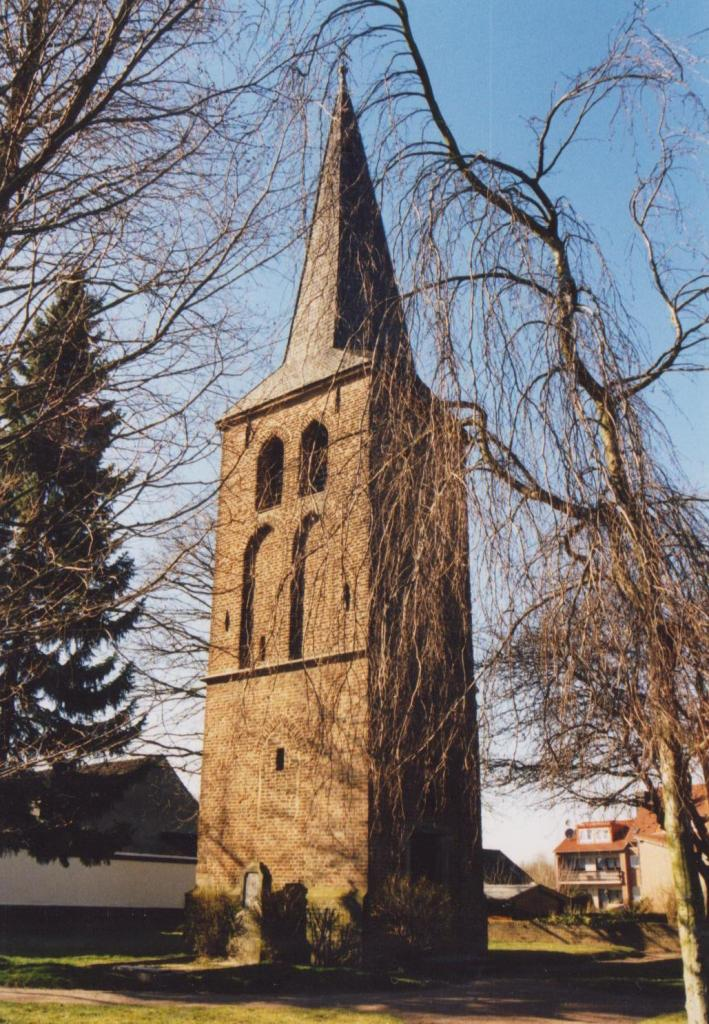
Thorrer Römerturm im Winter 2002/03

Der Kirchturm der Alten Pfarrkirche St. Simon und Juda, bekannt als Thorrer Römerturm, ist das Wahrzeichen des kleinen, zur Kreisstadt Bergheim gehörenden Ortsteiles Thorr, dessen Hauptstraße „Römerstraße“ heißt. Auch wenn es keinen direkten Zusammenhang des heutigen Turmes zu den Römern gibt, geht man davon aus, dass der an einer römischen Straße gelegene Ort Thorr seinen Namen einem Turm (Thorr – Thuris – turris (lat.) = Turm) bzw. einer keltisch-römischen Opferstätte an selber Stelle zu verdanken hat.
Ab ca. 1200 besaß der Ort Thorr eine eigene Kapelle, die um 1500 umgebaut und 1670 bis 1681 ausgebaut und zur Pfarrkirche erhoben wurde. Der Römerturm in seiner heutigen Form geht aus dieser Pfarrkirche hervor, die durch zwei starke Erdbeben im Herbst 1878 stark beschädigt, letztendlich 1896 unnutzbar und 1906 schließlich eingerissen wurde.
Seither bildet der einsame Turm auf einer ca. 1,5–2 m hoch gelegenen, von einer Backsteinmauer eingefassten Ebene den östlichen Ortseingang von Thorr. Eine letzte notdürftige Sanierung erfolgte 1957. In den Jahren 2007/2008 wurde der Römerturm grundsaniert. Marode gewordene Feldbrandsteine und Mauerfugen werden ebenso wie der Dachstuhl samt verschiefertem Turmhelm erneuert. Die Kosten teilten sich die Stadt Bergheim und das Land Nordrhein-Westfalen, das 81.000 EUR bewilligte.

Bildergalerie
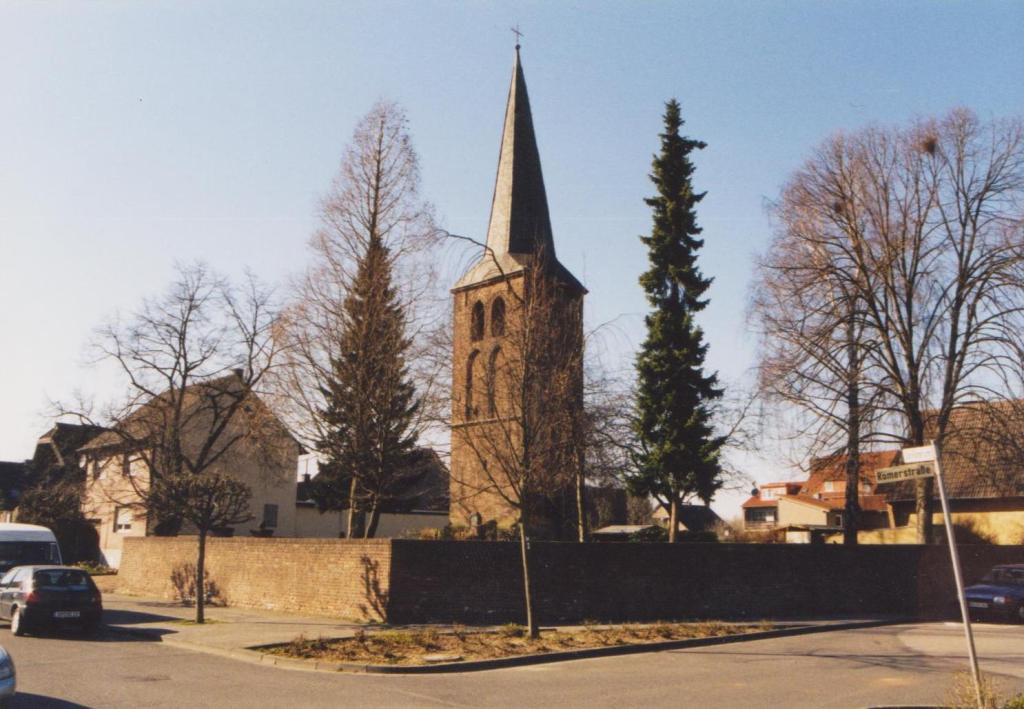
Thorrer Römerturm im Winter 2002/03
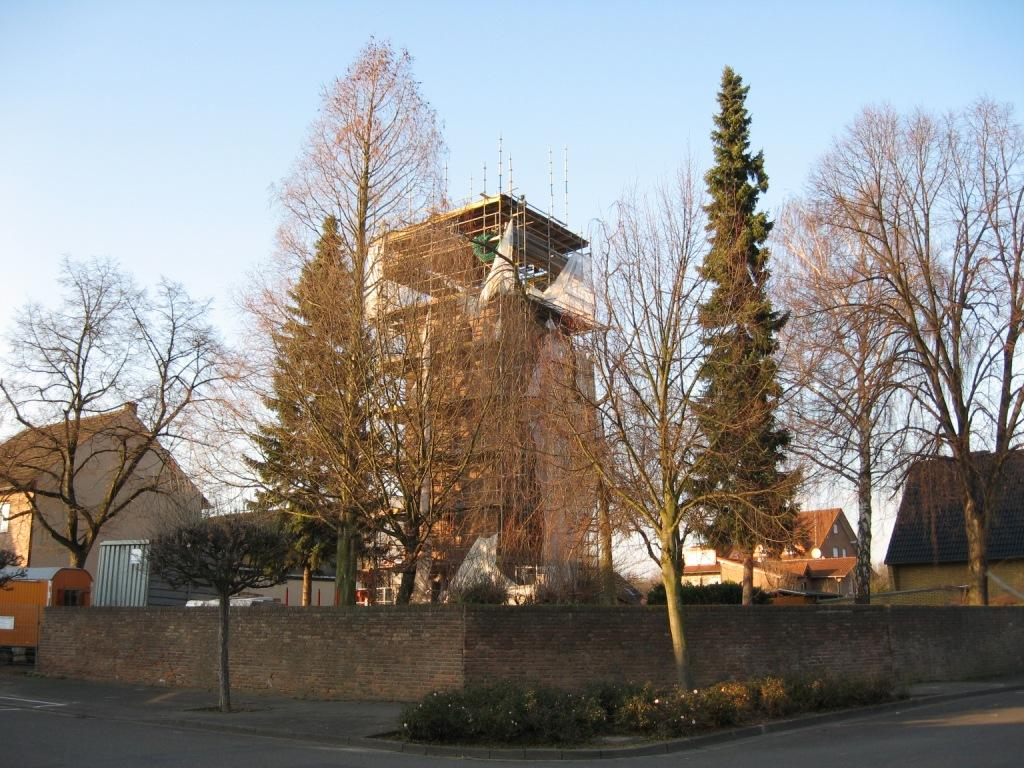
Sanierung des Römerturms im Herbst 2007
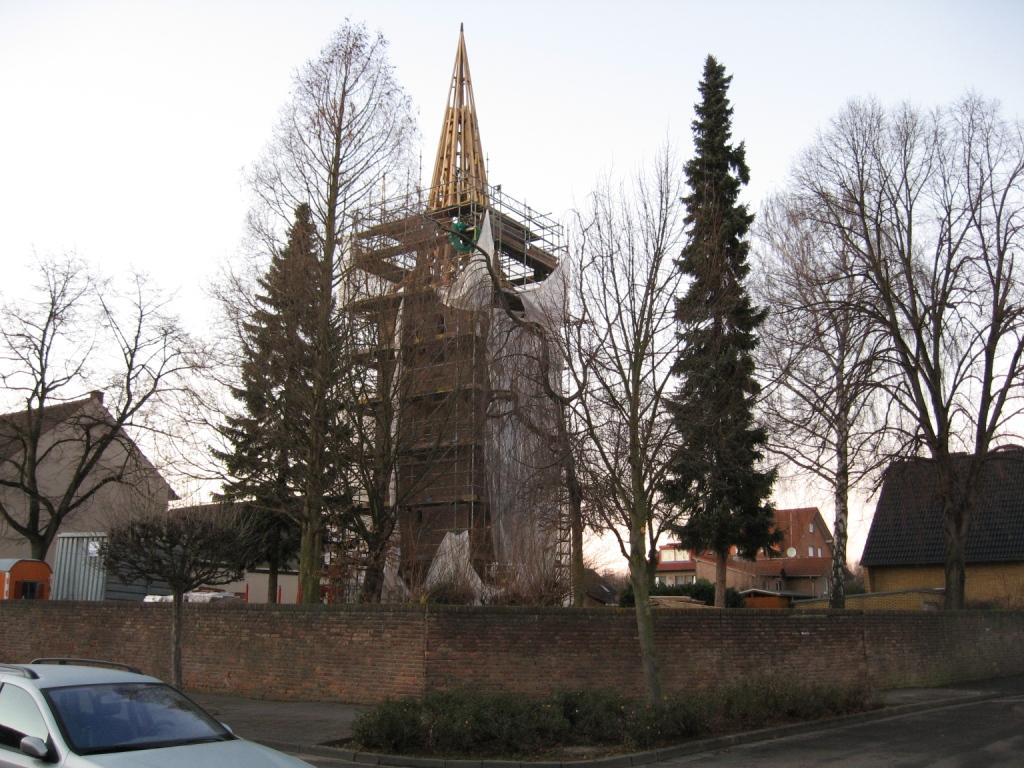
Sanierung des Römerturms im Januar 2008
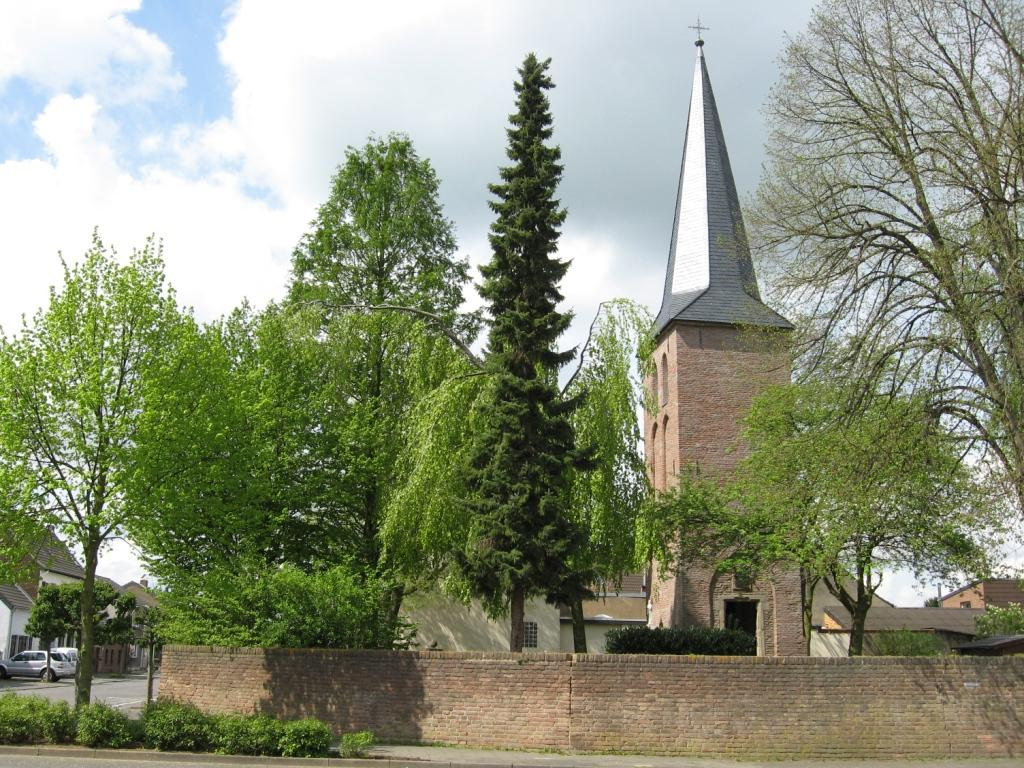
Fertigstellung nach Renovierung des Römerturms im Frühjahr 2008